# Кубок Імператора Японії з футболу 2016
Кубок Імператора Японії з футболу 2016 — 96-й розіграш кубкового футбольного турніру в Японії. Титул володаря кубка здобула Касіма Антлерс.

## Календар
| Раунд        | Дата                | Матчі | Клуби   |
| ------------ | ------------------- | ----- | ------- |
| Перший раунд | 27-28 серпня 2016   | 36    | 88 → 52 |
| 1/32 фіналу  | 3-7 вересня 2016    | 24    | 52 → 28 |
| 1/16 фіналу  | 22 вересня 2016     | 12    | 28 → 16 |
| 1/8 фіналу   | 9-12 листопада 2016 | 8     | 16 → 8  |
| 1/4 фіналу   | 24 грудня 2016      | 4     | 8 → 4   |
| Півфінали    | 29 грудня 2016      | 2     | 4 → 2   |
| Фінал        | 1 січня 2017        | 1     | 2 → 1   |

## 1/8 фіналу
| Команда 1           | Рахунок         | Команда 2          |
| ------------------- | --------------- | ------------------ |
| 9 листопада 2016    |                 |                    |
| Гамба Осака         | 1:0 дч          | Сімідзу С-Палс (2) |
| Омія Ардія          | 1:0             | Йокогама (2)       |
| Токіо               | 2:1             | Хонда (4)          |
| 12 листопада 2016   |                 |                    |
| Касіва Рейсол       | 1:3             | Сьонан Бельмаре    |
| Касіма Антлерс      | 2:1             | Віссел Кобе        |
| Йокогама Ф. Марінос | 1:0             | Альбірекс Ніїгата  |
| Саган Тосу          | 0:3             | Санфрече Хіросіма  |
| Кавасакі Фронтале   | 3:3 дч пен. 4:1 | Урава Ред Даймондс |

## 1/4 фіналу
| Команда 1           | Рахунок | Команда 2         |
| ------------------- | ------- | ----------------- |
| 24 грудня 2016      |         |                   |
| Йокогама Ф. Марінос | 2:1     | Гамба Осака       |
| Касіма Антлерс      | 1:0     | Санфрече Хіросіма |
| Омія Ардія          | 4:2 дч  | Сьонан Бельмаре   |
| Токіо               | 1:2     | Кавасакі Фронтале |

## 1/2 фіналу
| Команда 1           | Рахунок | Команда 2         |
| ------------------- | ------- | ----------------- |
| 29 грудня 2016      |         |                   |
| Йокогама Ф. Марінос | 0:2     | Касіма Антлерс    |
| Омія Ардія          | 0:1     | Кавасакі Фронтале |

## Фінал
| 1 січня 2017 7:00 (EEST) |

| Касіма Антлерс           | 2:1 дч   | Кавасакі Фронтале |
| ------------------------ | -------- | ----------------- |
| Ямамото 42' Фабрісіо 94' | Протокол | Кобаясі 53'       |

| Міський стадіон Суйта, Осака Глядачів: 34 166 Арбітр: Хаджіме Мацуо |